# Старый парламент (Коломбо)
Старое здание парламента — здание, где сейчас находится Секретариат Президента Шри-Ланки. Здание расположено в районе Форт столицы острова — города Коломбо, вблизи от моря, в непосредственной близости от него находится Президентский дом. В здании на протяжении 53 лет располагался парламент острова, пока в 1983 году не был открыт новый комплекс зданий для парламента в Шри-Джаяварденепура-Котте. Восточная часть комплекса называется зданием Главного казначейства Шри-Ланки. В самом центре — палата заседаний парламента.
Здание с стиле неоклассицизма[уточнить] было построено во времена британского колониализма для размещения Законодательного совета Цейлона. Оно было построено по предложению Генри Мак-Каллума, который предложил построить новое здание для секретариата, совета и государственного управления мелиорации земель в северной части променада Galle Face Green, данное предложение было принято правительством в 1920 году. Ответственным за дизайн назначили главного архитектора департамента общественных работ А. Вудсона. Первоначальная смета оценивалась в Rs 400 000, но позднее она была пересмотрена Консультативным советом Общественных работ до Rs 450 000, с учетом дополнительных затрат.
Здание было открыто 29 января 1930 года губернатором Герберт Стэнли, а годом позже оно было передано Государственному совету Цейлона, созданному в тот момент. Государственный совет находился здесь до 1947 года, когда была создана Палата представителей местного самоуправления. После создания республики в 1972 году здесь разместилось Национальное государственное собрание, переименованное в Парламент Шри-Ланки в 1977 году. Парламент переехал в новый комплекс в Шри-Джаяварденепура-Котте в 1983 году. После этого это здание стало домом для Секретариата Президента. Здание и бывшая Палата Совета (ранее известная как Парламентская Палата) является местом проведения многих государственных мероприятий в течение всего года. Например, верительные грамоты новых послов и уполномоченных представителей вручаются президенту именно здесь.
В саду перед фасадом установлены бронзовые памятники выдающимся государственным деятелям в истории Шри-Ланки.
Верхнюю часть фронтона здания до 1948 года украшал британский герб, который сменился гербом Доминиона Цейлон, который, в свою очередь, в 1972 году был заменён гербом Республики Шри-Ланка.